# Piazza Giacomo Puccini

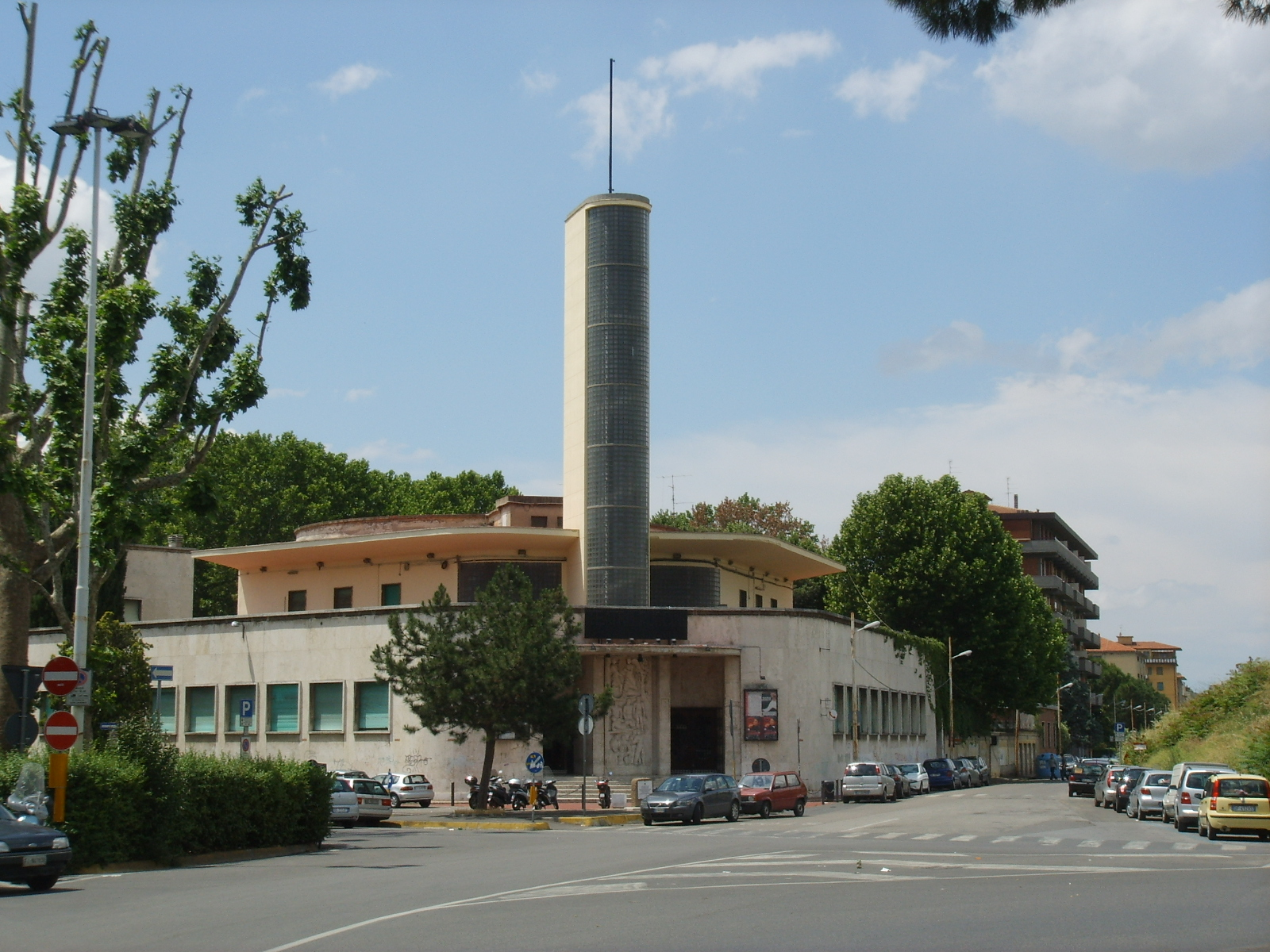
Teatro Puccini

Piazza Giacomo Puccini si trova a Firenze subito a nord-ovest del centro storico. Con Piazza San Jacopino, Porta al Prato e le Cascine forma il rione di San Jacopino, il vecchio Q8.

## Storia e descrizione
Il sindaco di Firenze Antonio Garbasso decretò l'intitolazione di una strada al grande compositore lucchese Giacomo Puccini il 26 giugno 1925, a meno di un anno dalla sua scomparsa, nonostante le norme dell'epoca prevedessero, per la titolazione di vie cittadine a personaggi defunti, un lasso di tempo minimo di tempo di dieci anni.
La zona di piazza Puccini risale soprattutto agli anni Trenta, quando venne costruita la vicina Manifattura Tabacchi (inaugurata il 4 novembre 1940) e il circolo ricreatrivo (dopolavoro), diventato poi il Teatro Puccini, che con le sue linee orizzontali e verticali domina ancora lo slargo della piazza.
Importante snodo del trasporto pubblico cittadino, funse anche da importante capolinea della linea tranviaria n. 17. Proprio nella piazza, la notte del 20 gennaio 1958, terminò l'ultima corsa della sopracitata linea, che fu anche l'ultima del precedente sistema tramviario fiorentino. Dal giorno dopo, venne esercita con autobus.
Nella piazza alberata si tiene un mercato giornaliero.

## Sport
In zona Piazza Puccini si trova il DLF con la sua squadra di calcio che milita in Seconda Divisione Toscana e la squadra di basket che gioca in Promozione Toscana.